# Универзитет
Универзитет (лат. universitas magistrorum et scholarium — „заједница учитеља и ученика”) или свеучилиште је аутономна висока школа која даје дипломе и звања. Циљ универзитета је преношење старих и стварање нових знања (истраживање). Универзитети су састављени од више факултета. Од времена средњег века у Европи универзитети су се усталили као самоуправна удружења професора и студената која слободно (академска слобода) одлучују о наставним програмима и истраживачким пројектима. Универзитети имају привилегију да додељују академска звања, на пример дипломе. Универзитетско образовање се још назива високим образовањем. Појавом средњовековних универзитета у Европи манастири су изгубили монопол на знање. У централној и северној Европи свештенство је до модерног доба доминирало у настави.
За разлику од виших школа и академија, универзитете карактерише интересовање за широки спектар области. Типичне су класичне хуманистичке студије филозофије (филологија и историја), познате још у античко доба, затим медицина, теологија и право. До ренесансе, природне науке и математика су предаване као гране филозофије. Више школе и академије се обично концентришу на само једну област, попут технологије, уметности или медицине. Технички универзитети нуде велики избор предмета, али се концентришу на инжењерске дисциплине. Академије уметности се баве проучавањем науке о уметности и једнаке су у рангу са универзитетима. Оне се баве ликовним уметностима, визуелним комуникацијама, архитектуром, музиком, глумом и филмом. Постоје и концепти специјализованих универзитета: спортски универзитет, војни универзитет.
Универзитети се финансирају из државних или приватних извора, али тако да задрже независност. У Северној Америци чест је случај да се универзитети финансирају путем фондација. Приходи фондације потичу из економских прихода, донација и наслеђа. Постоји опасност да универзитет потпадне под утицај државе, спонзора, или да због високе школарине ограничи број студената на финансијску елиту. Универзитетско образовање се заснива на науци и њеној примени у професионалној пракси. Колеџи се такође баве образовањем, али немају право да додељују докторске титуле.
Реч универзитет је изведена из латинског universitas magistrorum et scholarium, што грубо значи „заједнице наставника и научника”. Док су претходници постојали Азији и Африци, модерни универзитетски систем има корене у европском средњовековном универзитету, који је био креиран у Италији, а еволуирао је из католичких катедралских школа за свештенство током високог средњег века.

## Историја
Из средњовековних школа развили су се универзитети. Прве универзитете чинили су богословски, правни и медицински факултети.‍:161 У земљама западне Европе први универзитети основани су у XII веку. У Цариграду је висока школа постојала од давнина и ту се изучавало право и филозофија. Претеча универзитета су античке школе које су се бавиле научним истраживањима и имале дугогодишњу традицију у свом образовном раду (нпр. Платонова академија у Атини, различите филозофске и правне школе у Римском царству). Иако су установе ове врсте биле и Универзитет у Константинопољу основан 425. године, те неке високе школе у арапском свету основане у 9. и 10. веку, првим универзитетем у данашњем смислу речи сматра се Универзитет у Болоњи основан 1088. године. Развитак друштва у западној Европи оног доба, пораст градова, занатства и трговине подстиче настанак многих универзитета у 12. и 13. веку као што су: Универзитет у Салерну где још од 9. века делује медицинска школа, Универзитет у Паризу (1160), Универзитет у Оксфорду (1167), Универзитет у Монпељеу (1181), Универзитет у Кембриџу (1209), Универзитет у Падови (1222), Универзитет у Напуљу (1224), Универзитет у Тулузу (1229), Универзитет у Сијени, (1246), Универзитет у Саламанци (1247), и Универзитет у Севиљи (1254). Највећи универзитети имала су и по више хиљада студената.
Те школе из почетка носе назив studium generale, што значи да су биле приступачне свим студентима и наставницима без обзира из које земље долазе. Понекад се називу studium generale додавао и атрибут који је означавао специфичност школе (нпр. studium generale in iure canonico). Наставници и студенти удруживали су се у организације по узору на цехове – universitas – релативно независне од власти и цркве, па су тако настале universitas scholarium (Болоња), universitas magistrorum (Париз), а понегде су постојала заједничка друштва universitas doctorum, magistrorum et scholarium. С временом, вероватно поткрај 14. века, термин universitas почео се самостално употребљавати, а првобитни назив studium generale углавном је нестао. Средњовековни studium generale имао је 4 факултета (школе): медицински, правни, теолошки и филозофски. Поучавало се античких седам слободних умећа (лат. septem artes liberales) (граматика, реторика, дијалектика, аритметика, геометрија, музика и астрономија). Колегији су се састојали од читања, тумачења и интерпретирања текстова. Студије су се завршавале испитима, на основу којих су се додељивали ступњеви: baccalaureus, magister и doctor. Испити и академски називи признавали су се и изван земље у којој су стечени. Избор наставника (професор, магистар, доктор) вршио се унутар сваког факултета тајним гласањем, а кандидат је морао да поседује лиценцију коју је додељивао универзитет. На челу универзитета стајао је ректор, кога су бирали наставници и студенти, а на челу факултета декан.
Дозволу за отварање универзитета давале су римске папе, посебном папском булом или владари, посебним златном булом, којом се додељују одређене повластице (били су независни од световне јурисдикције, имали своје посебне судове и сл, што је темељ данашње аутономије). Проблем простора за предавања, станова за студенте и књига био је трајан, па је често помоћ имућних приватника (мецена) омогућавала успешно одвијање рада универзитета. Тако је први collège у Паризу основао један Енглез 1180, а зграду за сиромашне студенте теологије подигао Робер де Сорбон 1253. године (у 15. веку назив Сорбона проширио се на цео париски универзитет). Многе средњовековне универзитете оснива католичка црква, наставници и студенти су углавном клерици и предају се многи верски колегији, што је разумљиво за то време. Универзитети су имали значајну улогу у друштвеном, научном и политичком животу своје епохе. На њима су се, као главним средиштима научне мисли, појавиле многе слободоумне идеје и открића која су прерастала своје време и антиципирала нови век.
Хуманизам и ренесанса те реформација уносе нов дух у наставу и научни рад. Универзитети у то доба развијају велику научну активност, њихов се број повећава, а студенти више нису само клерици. Универзитети се оснивају по целој Европи, а по узору на европске и у Новом свету (Универзитет у Мексику 1551, Универзитет Сан Маркос у Лими 1551, касније Харвард 1636, Вилијам & Мери 1693, Јејл 1701, Универзитет Принстон 1746, Колумбија 1754). Капиталистички начин производње такође утиче на развој универзитета. Потребе производње доводе до наглог развоја природних наука, нове се области отварају научној спознаји; умнажају се дисциплине, оснивају се нови факултети. У 19. веку у многим се земљама универзитети реорганизују и долазе под државну управу (у Италији после 1870, у Шпанији 1876, у Француској после 1896). У САД прве колеџе оснивају верске групе, али покрет за слободним јавним образовањем доводи 1865. до оснивања 21 државног универзитета. Око 1900. многи су универзитети секуларизована у управи и настави, а религиозни је дух умногоме елиминисан (у Енглеској актом Парламента од 1871).

### Значајни датуми
- 367. п. н. е.: Академија коју је основао Платон у Атини.
- 258: Универзитет у Нанкингу је била најстарија високошколска институција на свету
- 737: Универзитет у граду Зитуна у Тунису, био је први универзитет у муслиманском свету
- 859: Оснивање првог европског средњовековног универзитета Магнаура у Константинопољу.
- 859: Универзитет Ал Карауин у Фесу (Мароко) је најстарији и даље активни универзитет на свету
- 970: Основан је Универзитет Ал Азхар у Каиру
- 1088: Оснивање Универзитета у Болоњи, најстаријег универзитета западног света
- око 1150: Почиње са радом Универзитет у Паризу
- око 1167: Оснивање Универзитета у Оксфорду
- 1209: Оснивање Универзитета у Кембриџу.
- 1218: Алфонсо IX оснива Универзитет у Саламанки
- 1222: Група професора са Универзитета у Болоњи оснива Универзитет у Падови
- 1233: Настаје Универзитет Ал Мустансирија у Багдаду
- 1257: Француски теолог Робер де Сорбон оснива Универзитет Сорбона у Паризу
- 1290: Оснивање Универзитета у Коимбри
- 1348: Цар Карло IV оснива Карлов универзитет у Прагу.
- 1364: Казимир Велики оснива Јагелонски универзитет у Кракову
- 1386: Оснивање Универзитета у Хајделбергу
- 1425: Папа Мартин V оснива Католички универзитет у Лувену
- 1477: Оснива се Универзитет у Упсали, најстарији и најреномиранији универзитет у Скандинавији
- 1502: Основан је Универзитет у Витенбергу, где ће студирати и предавати зачетник Реформације, Мартин Лутер
- 1551: Оснивање првог универзитета у Америци, Националног универзитета Сан Маркос у Лими
- 1552: Оснивање Националног аутономног универзитета Мексика
- 1575: Оснивање Универзитета у Лајдену
- 1636: Оснива се Харвардов универзитет у Бостону (САД)
- 1701: Основан је Универзитет Јејл
- 1755: Оснива се Московски државни универзитет Ломоносов
- 1808: Основан је Универзитет у Београду
- 1809: На иницијативу Вилхелма фон Хумболта, оснива се Хумболтов универзитет у Берлину
- 1821: Основан је Универзитет Макгил у Монтреалу
- 1895: Оснива се Универзитет Пеијанг (Универзитет у Тјенцину), први универзитет у Кини

## Савремени универзитети
Појам универзитета средњовековне западне Европе данас је темељ високог образовања и истраживања целог света. Савремени универзитети још увек поштују ту традицију која се показала изузетно плодном за најнапредније идеје. Поједини универзитети се поносе својом историјом и старији универзитети су често квалитетнији. Традиција се очитује у честој употреби латинског језика у универзитетском раду, посебно документима и свечаним манифестацијама те називима за универзитетске власти (ректор, сенат, декан), научно-наставна звања (доцент, професор) и академским називима (бакалауреат, магистар, доктор). У употреби су стари симболи власти (ланац, жезло), а химна многих универзитета и студената је средњовековна латинска песма Gaudeamus igitur. Традиционални су и мање симболички елементи, као што је структура универзитетских власти, аутономија универзитета и недељивост подучавања од академског рада.
Сва тела универзитета се састоје од наставника и студената који су у мањини. Челник универзитета (углавном зван ректор) је из редова професора и има различита овлашћења. Универзитет може бити подељен на факултете, одсеке, колеџе и сл. Ако има факултете, на њиховом челу је декан. Универзитет традиционално ужива аутономију у свом деловању од свих облика спољашње власти, како државне, тако и од стране власника (оснивача). Простор универзитета је неповредив, па тако државна тела (као нпр. јавна полиција) не може деловати на универзитету без сагласности челника. У неким земљама универзитети имају и своје судове. Због наведеног, универзитети су се показали изузетно отпорним на велике друштвене промене (феудализам -> капитализам, монархија -> демократија), а преживели су и тоталитарне режиме. Често су управо и допринели позитивним друштвеним променама. Студенти, као заједница младих слободоумних људи, неретко и протестима указују на проблеме у друштву и при томе добивају потпору својих наставника. У овом деловању аутономија и неповредивост простора универзитета су кључни.
Рад на универзитету је темељен на недељивости високог образовања и научног, односно уметничког рада. Тиме универзитет има два једнако важна задатка: да подучава младе људе да буду висококвалификовани стручњаци, и да се бави најнапреднијим интелектуалним радом. Наставник који предаје студентима мора уједно бити и плодан у својој струци. У складу са овом другом функцијом, универзитети у свом саставу неретко имају институте, болнице, па и производне погоне. Рад користан за друштво може универзитету помоћи у прикупљању финансија, али то не може да буде његов главни задатак. Традиција је у новије доба на искушењу. Осим удаљавања од средњовековне симболике, преиспитује се аутономија и експериментише се са менаџерима на челу универзитета. У духу демократије преиспитују се полудемократско устројство и стручност универзитета, а с друге стране често им се намећу општеприхваћене идеје у друштву гушећи им слободу мисли. Неретко се одваја настава од научног рада, чиме се универзитети претварају установе типа средње школе.
Оснивање и организација универзитета разликује се у многим земљама широм света. У неким земљама универзитете углавном оснивају државе, док их другде могу основати дароватељи или се могу основати школарином коју морају да плате студенти који полазе на универзитет. У неким земљама огромна већина студената похађа универзитет у свом граду, док другде универзитет привлачи студенте из читавог света, омогућујући универзитетски смештај за своје студенте. У данашње доба улога универзитета у научним и техничком истраживању нарочито је порасла; многе универзитетске установе прошириле су своје деловање и уско се повезале са свим облицима духовног и економског живота своје земље. Разлике које постоје међу њима резултат су специфичних друштвених прилика у којима су се развили.